# Bandai Super Vision 8000
Il Bandai Super Vision 8000 è una console da gioco (appartenente alla seconda generazione) messa in commercio in Giappone da Bandai nel 1980, collegabile a un televisore.
Tale console era l'ultima della serie di console TV Jack di Bandai. Questa si differenziava però dalle precedenti in quanto mentre l'8000 possedeva una CPU centrale, le precedenti facevano ancora parte della prima generazione di console: erano realizzate con logica discreta e tutte senza processore centrale (console simil-Pong).
I giochi erano disponibili su cartuccia; questa conteneva il relativo programma in una memoria ROM (prima in assoluto per il mercato giapponese).

## Specifiche tecniche
- CPU con microprocessore  NEC D780C a 8-bit (clone dello Z80), funzionante a 3.58 MHz
- risoluzione di 256 pixel x 192 con 16 colori
- chip General Instrument AY-3-8910 3 canali audio, con generatore di rumore casuale
- prezzo di vendita al pubblico 59,800 Yen

## Giochi
Tutti i sette giochi creati per la console sono stati sviluppati dalla stessa Bandai Electronics e distribuiti nel 1979.
- Missile Vader
- Space Fire
- Othello
- Gun Professional
- PacPacBird
- Submarine
- Beam Galaxian